# Ordine al merito (Portogallo)
L'Ordine al Merito del Portogallo è un ordine cavalleresco portoghese. L'Ordine è stato fondato nel 1976.

## Classi
L'Ordine dispone delle seguenti classi di benemerenza a dei post nominali qui indicati tra parentesi:
- Gran Croce (GCM)
- Grand'Ufficiale (GOM)
- Commendatore (ComM)
- Ufficiale (OM)
- Medaglia (MedM)
- Membro Onorario (MHM)

| Nastri   |           |              |                 |            |
| Medaglia | Ufficiale | Commendatore | Grand'Ufficiale | Gran Croce |

## Insegne
- Il nastro è nero con una fascia centrale ocra.